# Lezení na obtížnost
Lezení na obtížnost (O, Obtížnost, (anglicky): L, Lead) je disciplína sportovního lezení, při které se sportovci – lezci snaží vylézt cestu na hranici svých možností. Mezi lezci je tato disciplína nazývána královskou.
Hodnocení obtížnosti
Obtížnost cest je ve snaze o vzájemné porovnání a odlišení lezci subjektivně hodnocena číselnou klasifikací (někdy i v kombinaci s písmeny, nebo znaménky + a – nebo lomítkem). Uvádí se jako obtížnost (kompletně) přelezených cest, současně s uvedením stylu přelezu, pro popis či grafické znázornění lze uvést i obtížnosti různých částí cest (např. nástup, klíčové místo, výlez). Obtížnost výstupů se hodnotí také u horolezectví, ledolezení či při lezení zajištěných cest. První průstupy/přelezy cest, jejich názvy, obtížnost a další údaje se shromažďují v lezeckých průvodcích, v některých byly uváděny také vzorové výstupy pro jednotlivé klasifikační stupně.
Odlišnosti disciplín
Obdobě jako u lezení na obtížnost, se při lezení na rychlost zpravidla lezci jistí lanem, místo překonávání co nejtěžších obtíží se ale hodnotí nejrychlejší čas. (Při závodech v lezení na obtížnost se někdy měří čas jako vedlejší hodnotící kritérium. U všech disciplín se poslední a nejvíce bodovaný chyt nazývá Top.) Při boulderingu se obdobně jako u lezení na obtížnost hodnotí obtíže cesty, leze se ale bez lana (jen s matrací). Na některých závodech (např. Arco Rock Master) se leze Duel – dva lezci lezou paralelně dvě stejné velmi těžké cesty, vítězí ale rychlejší závodník. Při vyhlášení celkových výsledků světového poháru se vyhlašuje Kombinace, což je ale jen součet výsledků závodů minimálně ve dvou disciplínách ze tří. Speciální bodování měla kombinace disciplín na Letních olympijských hrách 2020, kde se sportovní lezení poprvé objevilo jako nová olympijská disciplína (na LOHM už v roce 2018).

## Klasifikace obtížnosti lezení
Obtížnost lezeckých cest je regionálně klasifikována mnoha stupnicemi s odlišným historickým vývojem. Ke srovnání potom slouží tabulky porovnání obtížnosti (existuje více odlišných zdrojů). Mezi celosvětově nejrozšířenější klasifikace pro lezení s lanem patří klasifikace UIAA, francouzská a americká. Obdobně se odlišují klasifikace při boulderingu, i zde je jich několik.
Některé klasifikace měly dříve uzavřenou horní hranici, postupem času ale přesto několikrát docházelo k jejich rozšíření nahoru. Mezi jednotlivými stupni obtížnosti se často používají písmena a znaménka pro jejich jemnější odstupňování, nebo také lomítka jako mezihodnoty.

### Klasifikace pro lezení s lanem
název a příklad číslování
- UIAA – mezinárodní (1, 2, 3, 4, 5-, 5, 5+, …)
- Francouzská (…, 4, 5a, 5b, 5c, 6a, 6a+,… 9b+, 9c)
- Americká (5.14d)
- Australská
- Britská
- Polská
- Jizerskohorská
- Pískovcová (…VII, VIIa, VIIb, VIIc, VIIIa, …)
  - Saská
  - JPK

### Stupnice obtížnosti

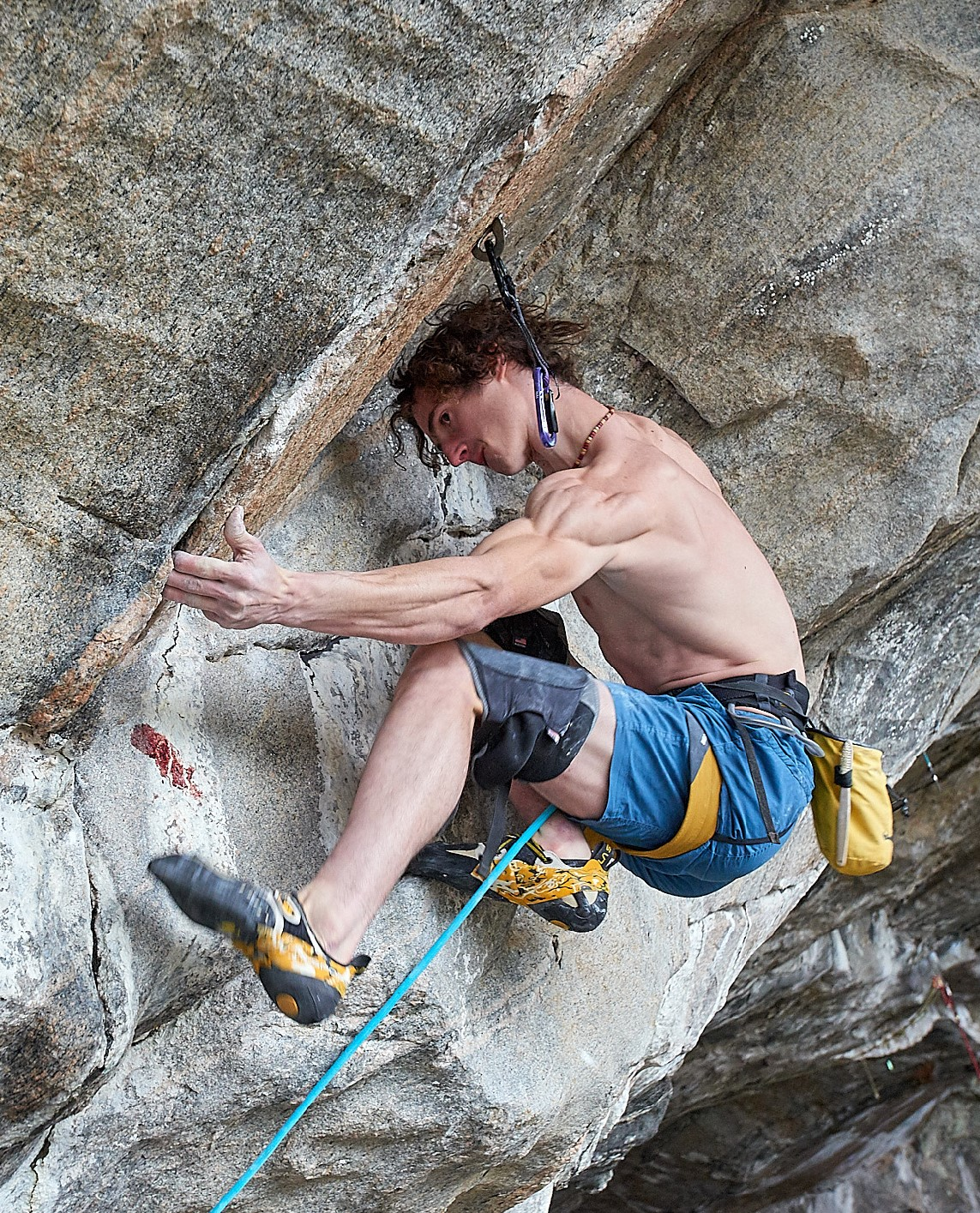
Adam Ondra zdolávající Silence, první cesty klasifkovaná obtížností 9c

### Posun výkonnosti
Mezi významné milníky horolezectví či lezení patří překonávání lidských hranic a posouvání klasifikace, a to dále ještě s rozlišením u všech významných stylů přelezu (OS, flash, RP, PP). Zaznamenávají se nejvyšší klasifikace přelezené lezci jednotlivých národů u mužů i žen. Nejmladší lezci, kteří přelezli velmi těžce klasifikované výstupy. Nejtěžší cesty přelezené v jednotlivých oblastech či regionech. Také většina jednotlivců si zaznamenává dosažené úspěchy a nejtěžší přelezené cesty, k tomu se používají papírové nebo elektronické či internetové lezecké deníčky (např. Čechy: Lezec.cz, ve světě: 8a.nu). U významných cest se eviduje, kdo a kdy je přelezl, v jakém stylu, na kolik pokusů a v jakém období.
V regionálním i celosvětovém měřítku lze obvykle výkony porovnávat až s časovým odstupem (např. až za několik let se stejní lezci dostanou k vzájemnému přelezu svých nejtěžších cest, nebo tyto výstupy zopakují další lezci a upřesní jejich obtížnost).
Příklady v tabulce
| Datum           | Jméno                                                | Cesta/oblast                                                                             | Obtížnost a styl | Posun klasifikace                                                                                 |
| --------------- | ---------------------------------------------------- | ---------------------------------------------------------------------------------------- | ---------------- | ------------------------------------------------------------------------------------------------- |
| 1984            | Wolfgang Güllich                                     | Kanal Im Rücken, Frankenjura, Německo                                                    | 8b RP            | první cesta 8b                                                                                    |
| duben 1985      | Wolfgang Güllich                                     | Punks In The Gym, Frankenjura, Německo                                                   | 8b+ RP           | první cesta 8b+                                                                                   |
| 1986            | Luisa Iovane                                         | Come Back, Val San Nicolo, Itálie                                                        | 8a               | první ženský přelez 8a                                                                            |
| 1987            | Wolfgang Güllich                                     | Wall Street, Frankenjura, Německo                                                        | 11-;8c RP        | první cesta 8c                                                                                    |
| 1988            | Isabelle Patissier                                   | Sortilèges, Le Cimai, Francie                                                            | 8b               | první ženský přelez 8b                                                                            |
| srpen 1991      | Wolfgang Güllich                                     | Action Directe, Frankenjura, Německo                                                     | 9a RP            | první cesta 9a                                                                                    |
| 1998            | Josune Bereziartu                                    | Honky Tonky, Araotz, Španělsko                                                           | 8c               | první ženský přelez 8c                                                                            |
| jaro 1999       | Karel Černý                                          | Gigolo, Siurana, Španělsko                                                               | 8a+ OS           | první český OS 8a+                                                                                |
| jaro 1999       | 1. Marek Repčík, 2. Andrej Chrastina, 3. Kmeťo Cáder | Missing Link, Osp, Slovinsko Mr. Checki, Siurana, Španělsko Missing Link, Osp, Slovinsko | 8b+ OS           | první tři slovenské přelezy cest v 8b+                                                            |
| 2002            | Josune Bereziartu                                    | Bain de sang, Saint-Loup, Švýcarsko                                                      | 9a               | první ženský přelez 9a                                                                            |
| 2004            | Júdži Hirajama                                       | White Zombi, Baltzolo, Španělsko                                                         | 11-;8c OS        | první OS přelez na světě                                                                          |
| 2005            | Josune Bereziartu                                    | Bimbaluna, Saint-Loup, Švýcarsko                                                         | 9a/9a+           | první ženský přelez 9a/9a+                                                                        |
| více let        | Adam Ondra                                           | velmi mnoho cest                                                                         |                  | přelezy nejtěžších cest v mnoha světových oblastech (klasifikace i styl přelezu)                  |
| 24. března 2013 | Alexander Megos                                      | Estado Critico, Siurana, Španělsko                                                       | 9a OS            | první přelez na světě                                                                             |
| 2014            | Mélissa Le Nevé                                      | Action Directe, Frankenjura, Německo                                                     | 9a               | první ženské opakování této cesty                                                                 |
| 5/2014          | Edita Vopatová                                       | Cringer, Frankenjura, Německo                                                            | 11-;8c           | první český ženský přelez cesty 8c                                                                |
| -2016-          | Ašima Širaiši                                        | více cest                                                                                |                  | jako nejmladší lezkyně světa překonala několik obtížnostních stupňů světového významu (14-16 let) |
| 26.2.2017       | Margo Hayes                                          | La Rambla, Siurana, Španělsko                                                            | 9a+              | první ženský přelez na světě (19 let)                                                             |
| 3/2017          | Eliška Adamovská                                     | Fish Eye, Oliana, Španělsko                                                              | 8c               | druhý český ženský přelez 8c (16 let)                                                             |
| 4/2017          | Ondřej Beneš                                         | To tu ještě nebylo, Labské údolí, Česko                                                  | XIIb;9a RP       | první české opakování nejtěžší české pískovcové cesty Adama Ondry, čtvrtý přelez                  |
| 9/2017          | Adam Ondra                                           | Silence, Flatanger, Norsko                                                               | 9c               | první přelez cesty v této obtížnosti na světě                                                     |

## Obtížnost na závodech
Lezení na obtížnost je v novodobých mezinárodních závodech nejstarší disciplína, např. v Sovětském svazu se ale také již dříve závodilo v lezení na rychlost.
| Závody                       | První ročník | Zařazení disciplíny            |
| ---------------------------- | ------------ | ------------------------------ |
| Letní olympijské hry         | 2020         | kombinace tří disciplín        |
| Letní olympijské hry mládeže | 2018         | kombinace tří disciplín        |
| Světové hry                  | 2005-2017    | od prvního ročníku nepřetržitě |
| Mistrovství světa            | 1991         | od prvního ročníku nepřetržitě |
| Světový pohár                | 1989         | od prvního ročníku nepřetržitě |
| Mistrovství Evropy           | 1992         | od prvního ročníku nepřetržitě |

- na prvních letních olympijských hrách i LOHM se budou udílet pouze jedny sady medailí za kombinaci tří disciplín